# Le due suore
Le due suore (Come to the Stable) è un film del 1949 diretto da Henry Koster.

## Trama
Suor Margaret e suor Scholastica sono in cammino nottetempo sull'ondeggiata pianura che la luce della luna imbianca, dirette a Betlemme; giuntevi, si affacciano ad una finestra di una stalla, e sotto i loro occhi si palesa lo spettacolo della natività: il piccolo Gesù, Giuseppe, Maria e una serie di altre figure, fra cui un angelo, visibilmente appeso al soffito da un sistema di cinghie. È perché si tratta in realtà dell'abitazione/studio della pittrice Amelia Potts, specializzata in soggetti religiosi, e stanziata nel piccolo villaggio di Bethlehem, nel New England, presso la quale le due religiose vanno ad abitare: il suolo è imbiancato propriamente dalla neve, comune in inverno nella regione, e le figure sacre che ella ritrae sono i modelli dell'ultima tela che l'artista sta realizzando.
Le due suore, francesi, sono giunte sul luogo – dalla toponomastica accattivante - per realizzare, infine, il progetto che, fin dai tempi di guerra, avevano fatto voto al Signore di attuare: costruire un ospedale pediatrico. Esse sono armate, nel loro intento, non di qualsivoglia disponibilità finanziaria, ma unicamente di una incrollabile fede nella provvidenza divina. Provvidenza che pare aiutarle. Innanzitutto Margaret e Scholastica ottengono in dono l'appezzamento di terra sul quale erigere l'istituzione dal newyorchese malavitoso italo-americano Luigi Rossi, dietro promessa che avrebbero dedicato una delle vetrate istoriate della chiesa annessa al futuro ospedale al figlio del boss, morto in guerra in Francia.
Le due religiose si battono fieramente per racimolare di volta in volta il necessario, per quanto la loro impresa pare a tutti, in primis dal vescovo della diocesi, semplicemente irrealizzabile. Esse fanno conoscenza con il vicino di casa Robert Masen, un dotato musicista, ancora lontano però dalla sicurezza finanziaria, che si è stanziato nella tranquilla località per poter dar sfogo alla propria creatività in un ambiente non affetto dal trambusto cittadino: l'idea che il suo bucolico ritiro possa venir disturbato dall'ospedale e dal via vai delle ambulanze rende Mason un naturale nemico dell'impresa delle due suore.
Masen, alla fine, riesce ad ottenere un favorevole contratto con Hollywood, mentre invece il progetto di suor Margaret e suor Scholastica si inabissa, e le due suore, insieme ai vari aiutanti che hanno trovato lungo il tragitto, si preparano a lasciare Bethlehem in completa sconfitta. Ma le vie del Signore sono infinite. I contatti fra Masen e Hollywood si fanno difficili, ed è probabilmente anche dovuto a ciò – oltre che ad altre traversie - il fatto che, alla fine, le due suore riescono a raccogliere le finanze necessarie e a costruire e ad avviare il moderno ospedale.
All'inaugurazione sono naturalmente presenti, oltre alle due sorridenti religiose e a molti fedeli, anche Amelia Potts, Luigi Rossi, Robert Masen, nonché il vescovo: tutti sollevano lo sguardo sulla vetrata dedicata al figlio di Rossi.

## Riconoscimenti
- 1950 - Premio Oscar
  - Nomination Miglior attrice protagonista a Loretta Young
  - Nomination Miglior attrice non protagonista a Celeste Holm
  - Nomination Miglior attrice non protagonista a Elsa Lanchester
  - Nomination Miglior soggetto a Clare Boothe Luce
  - Nomination Migliore fotografia a Joseph LaShelle
  - Nomination Migliore scenografia a Lyle R. Wheeler, Joseph C. Wright, Thomas Little e Paul S. Fox
  - Nomination Miglior canzone (Through a Long and Sleepless Night) a Alfred Newman e Mack Gordon
- 1950 - Golden Globe
  - Nomination Miglior film drammatico